# Álbmut-Folket
Álbmut-Folket är ett politiskt parti i Sametinget.

## Historik
Álbmut grundades inför valet 2009. Det fick då 2,5 % av avgivna röster i valet och erhöll ett mandat, vilket besattes av Lars-Paul Kroik från Borensberg. I valet 2013 fick partiet med 2,4 % av rösterna, vilket gav oförändrat ett mandat och fortsätter att representeras i Sametinget av Lars-Paul Kroik. I valet 2017 fick partiet 2,4 % av rösterna, och ledamoten Lars-Paul Kroik fortsätter i Sametinget. Partiet ställde inte upp i Sametingsvalet 2021. 

## Valresultat
| År   | Röster | Procent | Mandat |
| ---- | ------ | ------- | ------ |
| 2009 | 117    | 2,53 %  | 1 / 31 |
| 2013 | 107    | 2,37 %  | 1 / 31 |
| 2017 | 122    | 2,42 %  | 1 / 31 |